# グッジョブベイベー
「グッジョブベイベー」は、ブリーフ&トランクスの6枚目のアルバムである。2013年5月22日にFRIED MUSICより発売された。

## 概要
ブリーフ&トランクスの13年ぶりとなるアルバム。収録されているのは再結成シングル表題曲『ゴールデンボール』など、全てオリジナル曲である。

## 収録曲
1. サディスト大学校歌
作詞・作曲：伊藤多賀之
2. ゴールデンボール
作詞・作曲：伊藤多賀之
11枚目シングル表題曲。
3. セレブの法則
作詞・作曲：伊藤多賀之
4. アクセスランキング90963011位のブログ
作詞・作曲：伊藤多賀之
タイトルに使われている「90963011」という数字は、上下反転させると「dodemoii（どうでもいい）」という文字になる[2]。
5. カシスウーマン
作詞・作曲：伊藤多賀之
6. またあした
作詞・作曲：細根誠
7. 優勝決定戦
作詞・作曲：伊藤多賀之
8. ずんば
作詞・作曲：伊藤多賀之
9. ファラリスの雄牛
作詞・作曲：伊藤多賀之
10. 眠れない夜に
作詞・作曲：細根誠
11. パインパン
作詞・作曲：伊藤多賀之
12. らせん状の涙
作詞・作曲：伊藤多賀之
13. 円周率〜ドーム妄想バージョン〜[1]
作詞・作曲：伊藤多賀之
ボーナストラックとして収録。

## 他の収録CD
- ゴールデンボール（#2）
- ブリトラBESTバイブルⅠ〜家族で聴いても恥ずかしくない曲集（#3、#11、#12）[注釈 1]
- ブリトラBESTバイブルⅡ〜ひとりでこっそり聴いた方がいい曲集〜（#2、#4）[注釈 1]